# Ion Dumitriu
Ion Dumitriu (n. 1 martie 1943 în Galați, d. 26 septembrie 1998 în București) a fost un pictor, fotograf și profesor român. A fost de asemenea și colecționar de obiecte vechi și obiecte tradiționale românești.

## Primii ani
S-a născut în Galați, împreună cu fratele său geamăn, pe 28 februarie 1943, și au fost declarați pe data de 1 martie. Mama, Ecaterina, o femeie deosebit de frumoasă (născută în Luncavița, un sat lângă Galați) și tatăl, Gheorghe (din Techirghiol), aveau și 3 băieți mai mari.
În 1944, în urma unui raid al aviației Americane care a bombardat Galațiul, casa părinteasca a fost distrusă. În lunile ce au urmat după bombardament, fratele său geamăn a murit de pneumonie. Până la reconstrucția casei, părinții și cei 4 băieți au dormit într-o singură încăpere, în casa unor vecini. 
Ion (cel mai mic dintre frați) dormea la marginea dinspre perete, iar în lunile de iarnă, peretele avea un strat de gheață, pe care făcea desene cu degetul, înainte să adoarmă. În cele din urmă, tatăl a reușit să reconstruiască casa și a îngropat în fundația acesteia bucățile din proiectilul care o distrusese inițial.

## Studii
1951 - 1962 a absolvit școala generală și liceul în Galați.
1960 - 1962 frecventează cercul de artă plastică în cadrul Casei de cultură Salom Alehem, condus de pictorița Lola Dorothea Roth Schmierer, elevă a lui Lovis Corinth la München și a lui André Derain la Paris.
1962 - 1965 este student la Institutul pedagogic, Facultatea de Arte Plastice din București, unde a fost coleg de grupă cu Horia Bernea, cu care va lega o strânsă prietenie. 
1978 - 1981 a continuat studiile la Institutul de Arte Plastice "Nicolae Grigorescu", București, secția "Muzeologie, Profesor de desen".

## Profesor
Ion Dumitriu a fost un profesor de desen cu adevărat remarcabil, inovator, cu har pedagogic, iubit de elevii multor generații pe care le-a pregătit, iar vocația prieteniei, calitatea (eminamente) umană a lui Ion Dumitriu, s-au răsfrânt și în activitatea sa de profesor.
Din 1966 este profesor de desen la câteva școli generale din București și împrejurimi: Școala Generală din comuna Ciorogârla, Școala Generală nr. 157, București, Școala Generală nr. 161, Giulești Sârbi, Școala Generală nr. 142, București, Școala Generală nr. 162, Giulești Sârbi. Din 1980 și până la sfârșitul vieții a fost profesor de desen-pictură la Liceul „Nicolae Tonitza” din București.
Începând cu anul 1975 începe să practice Origami. Este considerat ca fiind primul profesor care a predat în România arta împăturirii hârtiei. Construiește împreună cu copiii adevărate instalații din sute de piese realizate din hârtie. 
“Tocmai pentru stimularea creativității le-am propus zone care să exprime un tip de gândire divergentă. Acestea sunt: a) tehnici grafice, b) origami, c) proiecte de jucării” .
Fragment din jurnalul intermitent - Ion Dumitriu - 1979 
În 1979, la Muzeul Colecțiilor de Artă, deschide expoziția ”Salvați pacea copiilor lumii”, unde expune lucrările realizate cu aceștia în perioada 1978 - 1979. 
În perioada 1980 - 1982, în cadrul Muzeul Colecțiilor de Artă, susține un curs de creativitate pentru copii.

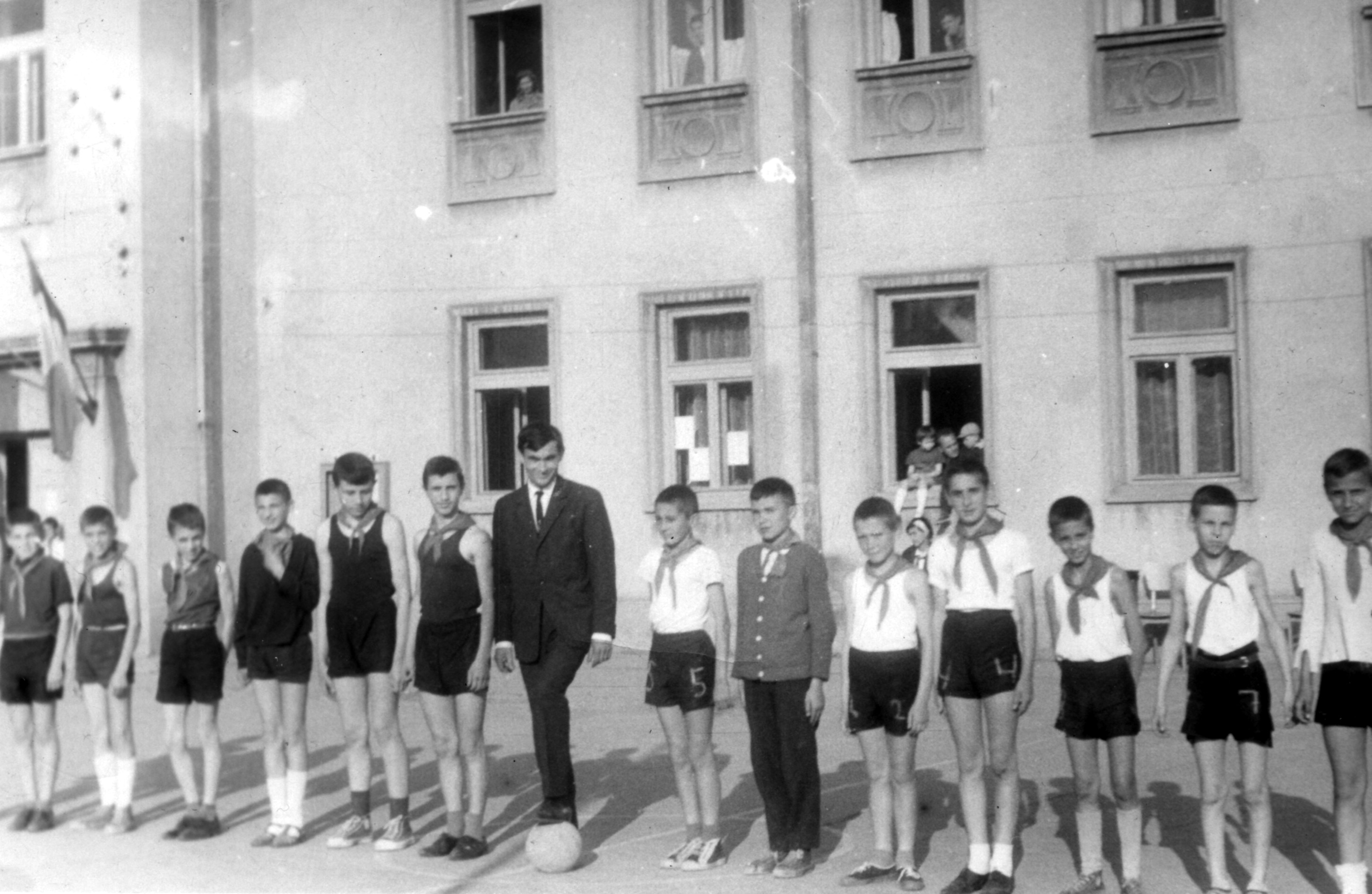
Ion Dumitriu împreună cu elevii săi, în curtea Școlii nr. 157, București, anii '70

## Fotograf

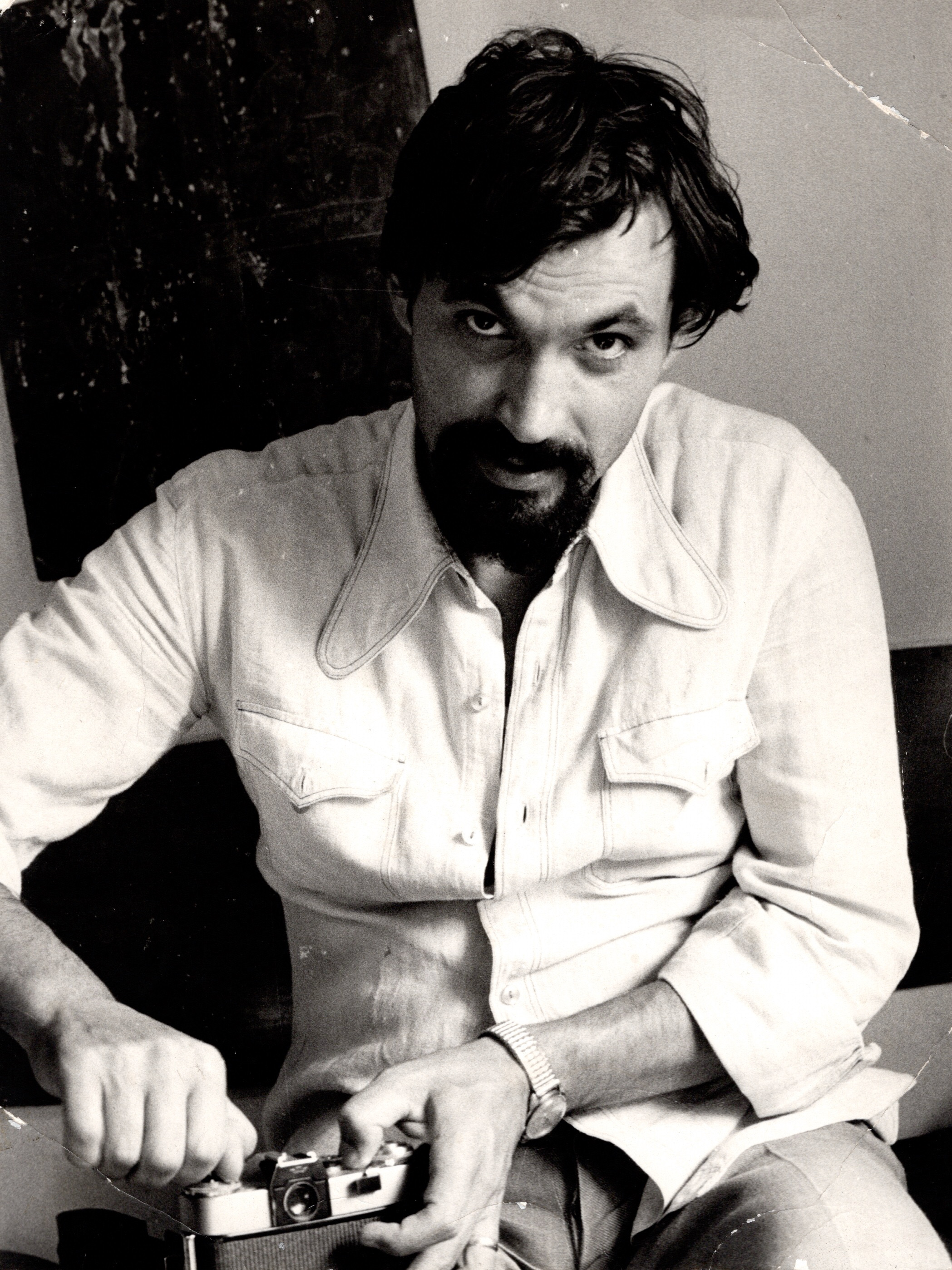
Ion Dumitriu, în atelierul mic, la începutul anilor '80, cu aparatul de fotografiat Zenit.

Pentru Ion Dumitriu, fotografia a fost atât un instrument de lucru, o etapă intermediară pentru pictura sa, care stă mărturie pentru întreg universul său tematic, cât și un mijloc de expresie vizuală și o modalitate de a relaționa cu realitatea.
Fotografiile lui Ion Dumitriu documentează și înregistrează o lume naturală și rurală, surprinsă în detalii de către ochiul unui colecționar care înainte de obiecte a colecționat imaginile acestora și imagini ale unor locuri și oameni care astăzi reconstruiesc un întreg univers social și cultural. Este o lume care în contextul actual apare mai mult ca înainte paradisiacă, fiind nealterată și privită fără critică de un ochi care caută și găsește întotdeauna frumosul și pitorescul.
Peste această dimensiune se adaugă și valoarea documentară a fotografiilor în ceea ce privește un mod de a înțelege actul artistic care a fost definitoriu pentru perioada anilor 1960-1990. Școala românească de pictură ar fi arătat cu totul altfel fără aceste ieșiri în natură, fără contactul artiștilor cu colegi de breaslă, dar și cu scriitori, muzicieni și filosofi, și cu o lume rurală în care dimensiunea sacră a locuirii și a peisajului au permis formarea de atitudini și direcții specifice artei românești. Nici parcursul artistic al lui Ion Dumitriu, nici al colegilor de la Poiana Mărului sau Tescani, ulterior coagulate în grupări de referință pentru arta românească contemporană, nu ar fi fost posibile în afara acestui context cultural extrem de fertil, pe care Ion Dumitriu l-a documentat în mod spontan.
Imaginile sale fotografice recompun astfel atât o lume naturală și rurală care încă se păstrează nealterată în pofida presiunilor și disoluției cu care este amenințată de mai bine de șapte decenii, dar și un traseu artistic și cultural cu totul aparte, care privește revalorizarea tradiției ca pe un experiment artistic.
Mălina Ionescu

## Poiana Mărului
Ion Dumitriu a descoperit Poiana Mărului, un sat lângă Brașov, la recomandarea prietenului său, pictorul Horia Bernea (care a copilărit în comuna alăturată Tohanu Vechi).
Între anii 1971-1991, Ion Dumitriu a avut, vară de vară ,,perioade de studiu în natură” la Poiana Mărului. 
Nu se poate vorbi de un stil ,,Poiana Mărului”, întrucât membrii săi nu au elaborat manifeste, programe estetice sau ghiduri de practici și nici nu a existat o  structură formală a grupului.
Împărtășirea unui crez comun a fost îndeajuns: “reîntoarcerea la puritatea unui act creator, eliberat de balast ideologic.” 
,,Poiana Mărului - punct geografic supus creației picturale - nu este o “școală”, dar făcînd ”epocă” în arta românească a ultimului deceniu (și tinzînd, inevitabil, să instaleze o “modă” a viziunii față de “obiect”), raportează la sinele său emblematic o serie de nume care își apără cu orgoliu autonomia.”
Călin Dan

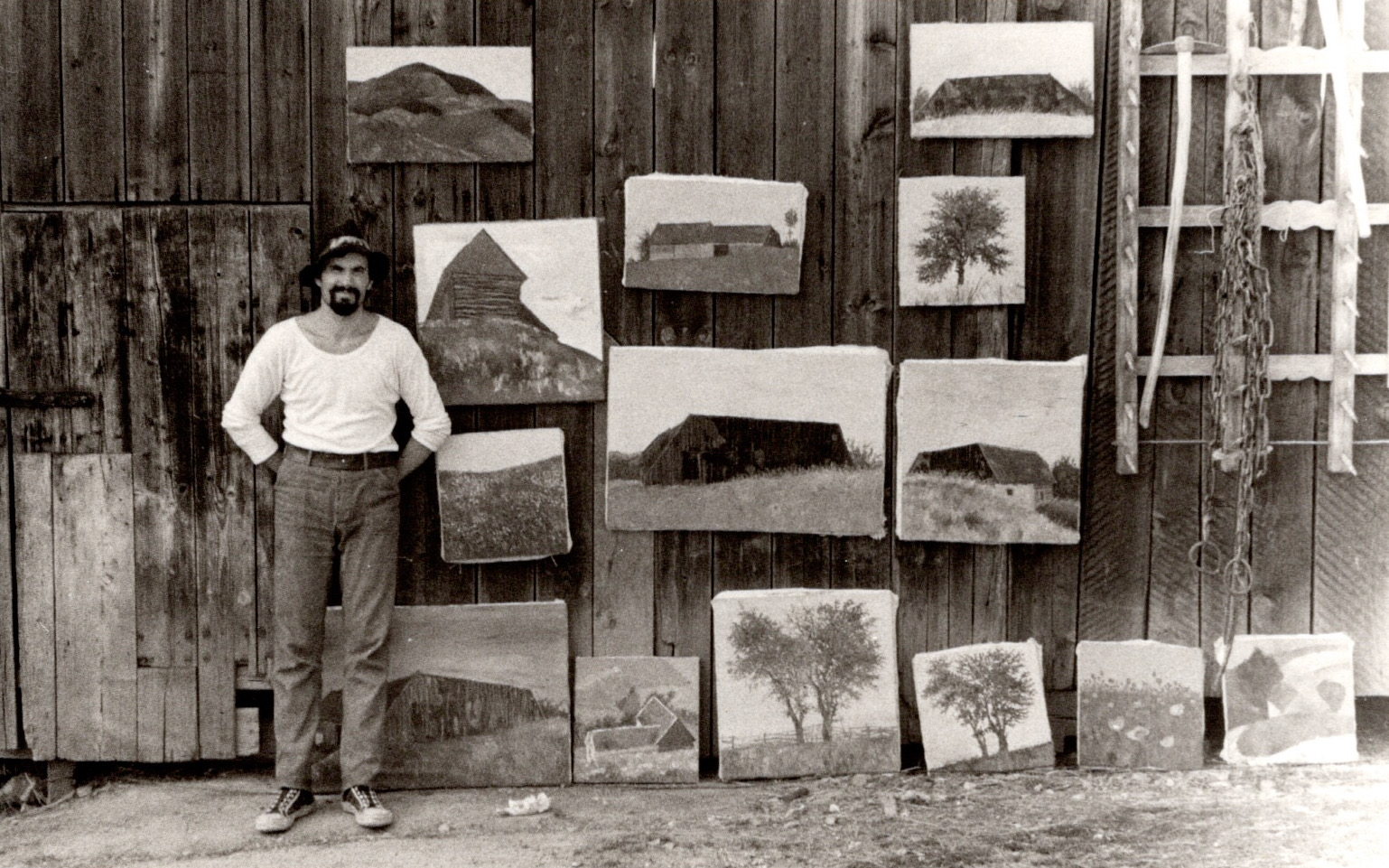
Ion Dumitriu la Poiana Mărului, recolta sezonului de lucru, anii '80

Poiana Mărului a rămas o influență puternică în creația ulterioară a pictorului, cel mai adesea prin abordări stilistice și tematice inspirate de ea.

”...Să muncești de dimineața pînă apune soarele, așa cum face orice țăran din Poiana Mărului.
Plăcerea lucrului menținută cît mai mult.
Să nu existe timp, doar pictura.
Să te minunezi zilnic de cer, iarbă, copaci, sunete (vîntul, tălăngile, greierii, ciocîrliile, ploaia pe țiglă) și mai ales de culorile lanurilor de secară, grîu, cartofi și mai ales fînul.
Casele, cele vechi, sînt lecții de organizare a spațiului (la fel șurile) necesare înțelegerii relației spațiu - utilitate - (om - animal).
Izvorul, jos, în pădure, apa limpede și rece.
Mișcarea lanurilor, firelor de iarbă, a oamenilor cosind (ascuțind coasa)…”
Fragment din jurnalul intermitent - Ion Dumitriu - 31 iulie 1981  

## Ateliere
,,Nici o privire asupra vieții și operei lui Ion Dumitriu nu poate ocoli atelierul din Strada Biserica Amzei, "casa" lui de peste zi, locul în care picta, locul în care își chema prietenii.
Au fost – de fapt – nu unul, ci două ateliere Ion Dumitriu. Cel pe care Uniunea Artiștilor Plastici i l-a repartizat în 1977 era o cămăruță la etajul al doilea, chiar sub acoperiș, al uneia dintre clădirile din ansamblul Așezămintelor Brătianu. Cam 3 pe 5 metri. Podea de lemn vopsit în maro închis. Restul – alb de var. Pe laturile scurte, față în față – ușa de acces din culoarul etajului și fereastra îngustă, deasupra cornișei acoperite cu tablă. În dreapta ușii, cum intrai, un mic spațiu alveolar delimitat de un stelaj de lemn "multifuncțional": cuier pe partea exterioară, platformă suspendată sub tavan, cu, stivuite pe suprafața ei, albume, mape, suluri de hîrtie și cîte altele, și "adăpost" pentru fotoliul de dedesubt, simplu, din lemn, fără tapițerie. Pe el stătea cînd vorbea la telefon. Pe latura lungă din stînga – rafturi cu cărți, cutii cu fotografii și accesorii diverse, o masă mică pătrată, cu aspect de planșetă de arhitect dispusă orizontal, și, înspre fereastră, în intrîndul pe care-l forma peretele, o banchetă de lemn îngustă, acoperită cu o bucată de cergă țărănească. Pe dreapta, înspre ușă – o etajeră cu albume de artă, un pick-up și discuri; apoi, pînă la capăt, vizavi de bancheta de lemn – rafturi joase, nevopsite, ocupate cu ibric, reșou și fierbător electric, de folosit după caz, cești, borcane cu ceai, cu zahăr, cu miere și, dincolo de ele, spre fereastră, cutii cu culori în tuburi, snopuri de pensule și tot restul. Undeva deasupra etajerei cu pick-up-ul, mai exista o placă de lemn aplicată direct pe perete: prindea pe suprafața ei, în piuneze, coperți de catalog, fotografii glumețe, hîrtii cu mesaje ironice. În timp ce în stînga spațiul era încărcat de cărți și obiecte, în dreapta aproape întreaga văruială era lăsată la vedere. Pentru o vreme, o mică ramă goală, subțire, din baghetă simplă, a încadrat ca-ntr-un tablou porțiunea de perete pe care săriseră niște pete de cafea. Acolo, în dreapta, spre capătul raftului, își așeza pînzele, sprijinite de zid ca de un șevalet, și picta. Atunci cînd a apărut cel de-al doilea atelier, acesta, primul, a devenit atelierul mic.
Pe același palier exista, chiar lîngă intrarea pe culoar dinspre scară, un spațiu nefolosit, cam cît de trei ori suprafața atelierului care-i fusese repartizat lui Ion Dumitriu. Pod nelocuit: pereți netencuiți, acoperiș închis, fără lumină naturală și fără instalații electrice, fără nimic. În 1989, în cîteva luni, cu idei și cu perseverență, cu eforturi proprii și cu cheltuială proprie, din acel nimic și-a făcut cel de-al doilea atelier: atelierul mare. A curățat locul, a tencuit și a văruit, a decupat ferestre în acoperișul înclinat, sus, la înălțime, lăsînd să năvălească lumina și să se vadă cerul, a practicat compartimentări cam pînă la nivelul ochilor, speculînd grinzile de lemn care fragmentau spațiul, dar păstrînd un singur volum în partea de sus, pînă la acoperiș, pînă cînd totul a ajuns să compună un mic "apartament" de artist, cu intrarea într-un "vestibul" prelungit cu o "bucătărie" minim dotată, cu un "living" în care-și primea oaspeții și unde, atunci cînd voia să-și arate picturile, le întorcea cu fața la vedere, așezîndu-le una lîngă alta și unele cățărate pe altele, de jur-împrejur, și cu o altă "încăpere" în spate, unde, de-o parte și de alta, ascunse privirilor indiscrete, avea, în stînga, un rastel pentru tablouri și, în dreapta, un pat. În "living" – cîteva scaune fără spătar, cu împletituri de sfoară, un vechi fotoliu-balansoar, recuperat de cine-știe-unde, și o laviță lungă. Cîndva, a adus și un birou, tot de demult. Peste tot, pe unde se putea, inclusiv sus, pe grinzile de lemn – obiecte diverse, cît mai ciudate ori mai amuzante, mai ales vestigii ale altor feluri de a trăi: unelte țărănești tradiționale, fiare de călcat cu cărbuni, recipiente de porțelan cum nu se mai făceau de mult, fructe uscate, dar și un pește perfect mumificat. Pe panouri speciale, ca niște panoplii cu arme, prinse sus, pe pereți, își așezase colecția de chei și cea de clești și patenți. De una dintre grinzi a atîrnat odată un nod uriaș de parîmă pentru ancoră. Îi apăruse în față pe plajă, la mare, adus de valuri. Cu greu îl căraseră mai multe persoane, căci fusese nu doar ud, ci și plin de incredibil de mult nisip. Luni de zile după aceea trebuia să tot măture zilnic sub nod, pe măsură ce firele se uscau și curgeau pe podea.
Pînă la sfîrșit, n-a pictat decît în atelierul mic. Pe raftul lung din dreapta, spre fereastră, sprijinite de perete, în locul obișnuit, au rămas două pînze în lucru: pe una aplicase doar un fundal de culoare, iar pe cealaltă, și ea abia începută, se distinge conturul curbat al unui deal.”

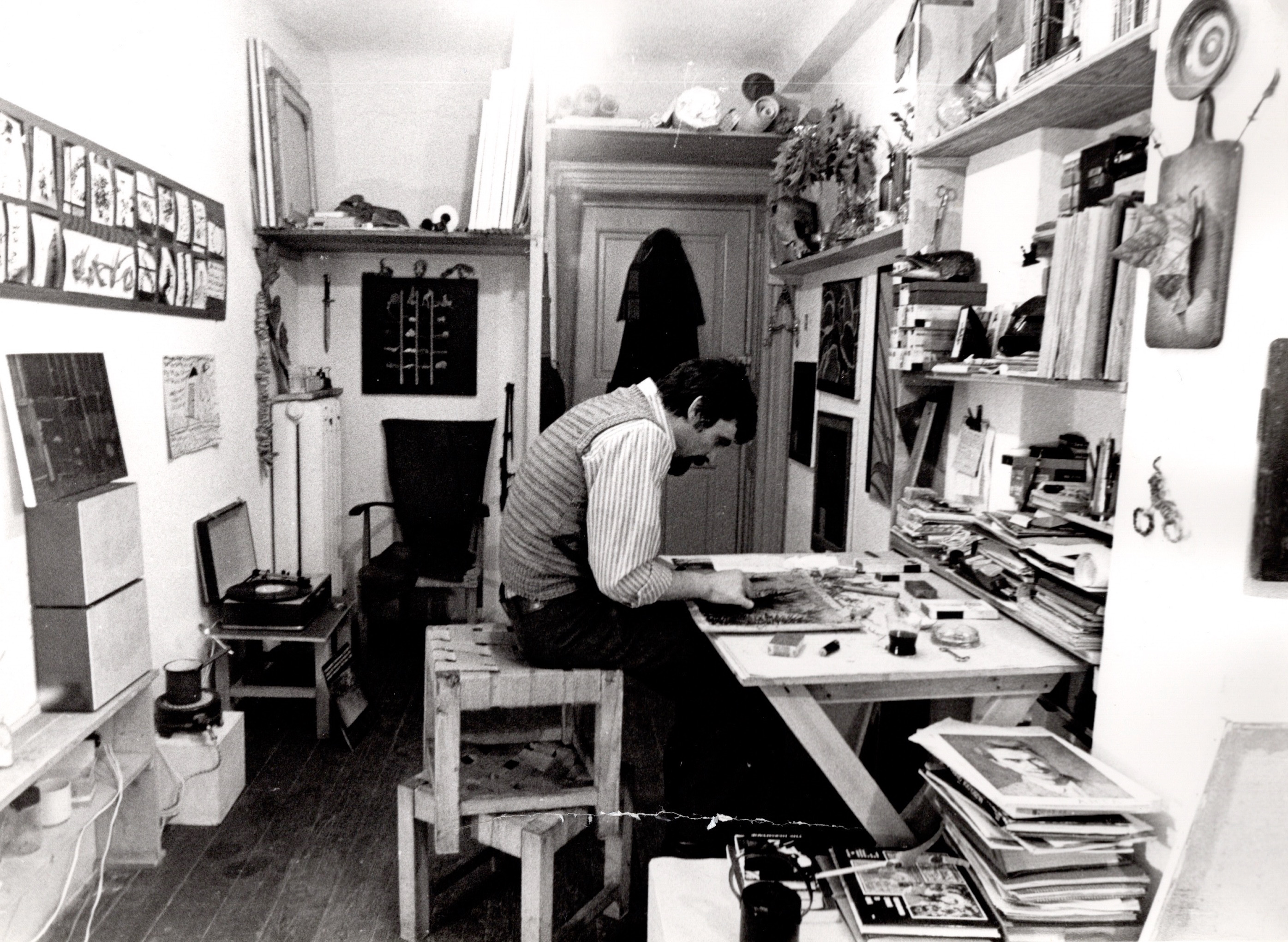
Ion Dumitriu în atelierul mic, anii '80

Ion Bogdan Lefter - 1999 

## Fundația “Ion Dumitriu”
Fundația "Ion Dumitriu" a fost înființată în anul 1999, la inițiativa familiei artistului și a unui grup de prieteni apropiați. Scopul principal al Fundației este inventarierea, catalogarea, promovarea și valorizarea operei artistului Ion Dumitriu. 
De asemenea, Fundația organizează expoziții, acordă premii, burse, diplome și alte distincții artiștilor debutanți sau persoanelor care contribuie la punerea în valoare a operei lui Ion Dumitriu.
Începând cu anul 2013, Fundația se concentrează în special pe conservarea, continuitatea/ transmiterea și punerea în valoare - atât în formă fizică, cât și digitală, a cât mai multor elemente de cultură materială din patrimoniul țărănesc, reprezentat în mod special de colecția privată de obiecte țărănești a familiei Dumitriu. 

## Școala “Ion Dumitriu”
În anul 2004, la inițiativa doamnei Mariana Zloteanu, Școala Gimnazială nr. 157, din cartierul Militari, București, își schimbă numele în Școala Gimnazială "Ion Dumitriu".
În același an, la festivitatea de redenumire, are loc și dezvelirea sculpturii din bronz, reprezentând portretul profesorului și pictorului Ion Dumitriu. Lucrarea a fost realizată de sculptor Antoaneta Andrei și este amplasată în holul principal al școlii.
Tot în memoria lui Ion Dumitriu, ziua sa de naștere devine și ziua aniversară a școlii - 1 martie. Cu această ocazie, în fiecare an este organizat un concurs de creativitate vizuală, în cadrul școlii, la care Fundația acordă diplome și premii.

## Expoziții
EXPOZIȚII PERSONALE:
- 1971 - Ateneul Tineretului, București, România
- 1974 - Clubul presei străine, București, România
- 1976 - Galeria Galateea, București, România
- 1982 - Galeria Simeza, București, România
- 1984 - Accademia di Romania, Roma, Italia
- 1984 - Galeria Simeza, București, România
- 1985 - Galeria Pro Arte, Lugoj, România
- 1987 - Galeria Simeza, București, România
- 1990 - Galeria Simeza, București, România
- 1991 - Galeria La Source, Fontaine-les-Dijon, Franța
- 1993 - Colecția Națională de Gravură, Bistrița-Năsăud, România
- 1993 - Muzeul Național de Artă, Cluj-Napoca, România
- 1994 - Galeria Herbert Read, Canterbury, Anglia
- 1995 - Galeria Simeza, București, România
- 1998 - Galeria 28, Timișoara, România
- 1998 - Muzeul Agriculturii din România, Slobozia, România

EXPOZIȚII DUPĂ ANUL 1998:
- 1999 - Muzeul Literaturii Române, București, România
- 1999 - Galeria 28, Timișoara, România
- 2002 - Galeria Sabina și Jean Negulescu, București, România
- 2003 - Galeria Arcade 24 a Uniunii Artiștilor Plastici, Bistrița-Năsăud, România
- 2004 - Galeria ArTei - Hanul cu Tei, București, România
- 2007 - Galeria Posibilă, București, România (fotografie)
- 2008 - Galeria Arcade 24 a Uniunii Artiștilor Plastici, Bistrița-Năsăud, România (fotografie)
- 2008 - Galeria Canem, Castelló de la Plana, Spain (fotografie)
- 2008 - Galeria Canem - ARTESANTANDER 2008, XVII International Fair of Contemporary Art, Santander, Spain (fotografie)
- 2008 - Galeria Canem - ARTE LISBOA'08, Contemporary Art Fair, Lisboa, Portugal (fotografie)
- 2008 - Galeria Posibilă, București, România
- 2009 - Galeria de Artă Contemporană - Muzeul Național Brukenthal, Sibiu, România (fotografie)
- 2010 - Ceaineria Cărturești, București, România (fotografie)
- 2011 - Galeria Arcade 24 a Uniunii Artiștilor Plastici, Bistrița-Năsăud, România (fotografie)
- 2012 - Galeria Dialog, București, România
- 2013 - Galeria 28, Timișoara, România (fotografie)
- 2023 - Muzeul Național de Artă al Moldovei, Chișinău, Republica Moldova (pictură și fotografie)
- 2024 - Centrul Multicultural al Universității Transilvania din Brașov (pictură și fotografie)
- 2024 - Fundația Culturală Ilfoveanu & Badea (pictură și fotografie)
- 2025 - Complexul Muzeal Bistrița-Năsăud (pictură și fotografie)

## Premii și distincții:
- 1982 - Premiul revistei Arta, România
- 1984 - Premiul Contracampo, Italia
- 1985 - Diploma de onoare la "Trienala de pictură realistă", Sofia, Bulgaria
- 1986 - Placheta Una cultura per l'Europa, Roma, Italia
- 1988 - Premiul Comitetului Național la a IX-a Bienală de pictură, Kosice, Cehoslovacia
- 1989 - Premiul revistei Flacăra, România
- 1991 - Premiul pentru pictură al Uniunii Artiștilor Plastici din România, România

## Publicații
- Carte cu Ion Dumitriu - O viață de pictor - Texte și imagini alese și puse laolaltă de Adrian Guta și Ioan Bogdan Lefter, Editura Paralela 45, 1999
- images & texts - images et textes - Mircea Nedelciu - Gheorghe Crăciun - Ion Dumitriu, Editura Paralela 45, 2000
- Groapa de gunoi - O culegere de texte în jurul seriei de diapozitive Groapa cu gunoi, făcute de Ion Dumitriu în anul 1975, Galeria Posibilă, 2007
- Iubire 13 - Antologie bilingvă româno-engleză. Cu seria de diapozitive Love Story de Ion Dumitriu. Volum coordonat de Marius Chivu. Editura ART, 2010